# Art Gillham

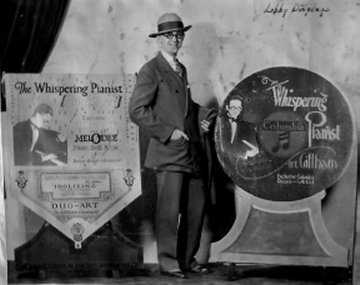
Art Gillham poserar mellan ett par reklamskyltar för sina egna pianorullar och skivinspelningar, 1927.

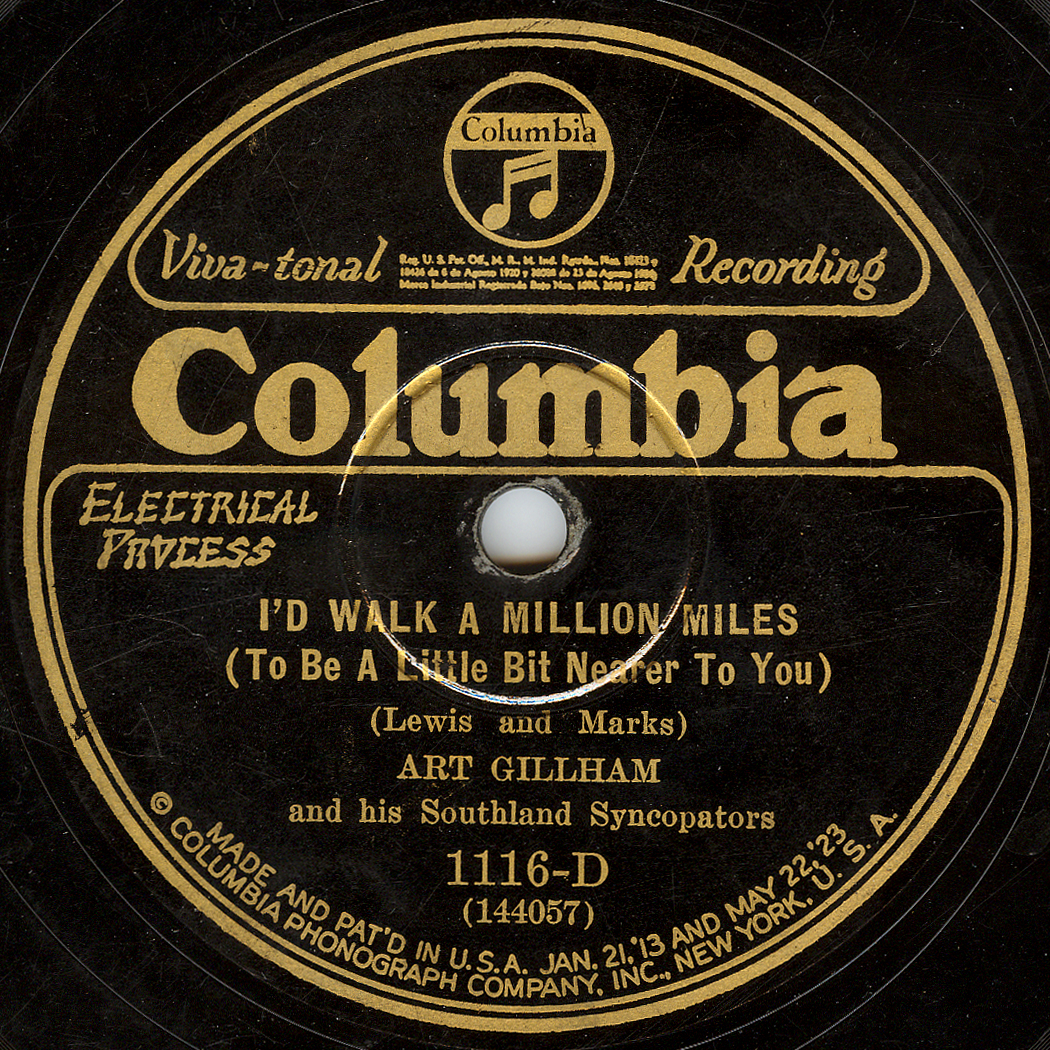
Etiketten till en Columbiautgåva med "Art Gillham and His Southland Syncopators".

Art Gillham, född 1 februari 1895 i Atlanta (enligt vissa uppgifter dock St. Louis), död 6 juni 1961 i Atlanta, var en amerikansk pianist, sångare och kompositör. Han var känd som The Whispering Pianist.
Art Gillham började spela piano vid fem års ålder med sin mor som huvudsaklig lärare. I mitten av 1910-talet startade han en egen orkester, Art Gillham and his Society Syncopators, och publicerade sin första egna komposition, Hesitation Blues.
Gillham hörde till de första artisterna att uppträda i det nya mediet radio, och det var i samband med ett radioframträdande 1923 som han för första gången övertalades att framträda även som sångare. Hans lågmälda sångstil - ett tidigt exempel på "crooning" - gav honom smeknamnet The Whispering Pianist och han kom också att använda kompositionen Whispering som sin signaturmelodi.
Från 1924 gjorde Gillham även skivinspelningar, först för Gennett (vilka dock aldrig utgavs) och senare för Pathé och Columbia. Det sistnämnda bolaget lät den 25 februari 1925 Gillham göra de allra första kommersiellt utgivna inspelningarna upptagna med den nyutvecklade elektriska mikrofonen. På många av Gillhams skivinspelningar ackompanjeras han bara av sitt eget pianospel, men ibland parades han samman med några av tidens främsta studiomusiker som Red Nichols, Andy Sannella och den unge Benny Goodman. Några mer bluesorienterade pianosolon av Gillham gavs ut under pseudonymen Barrel-House Pete.
Gillhams stora popularitet fick andra skivbolag att satsa på sångare i liknande stil såsom Gene Austin och "Whispering" Jack Smith (båda på Victor).
Gillham blev ruinerad under den stora depressionen där han förlorade både hem och fru, men lyckades fortsätta sin karriär på både skiva och i radio. Till detta skulle mot decenniets slut läggas ytterligare ett medium. Det var den 7 augusti 1939 som Gillham deltog i den allra första TV-sändningen i den amerikanska södern i form av en livesändning från Rich's Department Store i Atlanta.
Efter en hjärtattack 1955 som delvis förlamade Gillhams vänsterarm slutade han att uppträda offentligt. Ytterligare en hjärtattack 1961 avslutade hans liv. Han ligger begraven på Arlington Cemetery i Sandy Springs utanför Atlanta.